# Rychnov na Moravě
Rychnov na Moravě település Csehországban, a Svitavyi járásban. Rychnov na Moravě Trpík, Žichlínek, Luková, Staré Město, Mladějov na Moravě, Kunčina és Třebařov településekkel határos. Lakosainak száma 605 fő (2024. január 1.).

## Népesség
A település lakosságának változását az alábbi diagram mutatja:
| Lakosok száma | 1645 | 1582 | 1446 | 852  | 736  | 567  | 597  | 629  | 600  | 605  |
|               | 1869 | 1900 | 1921 | 1961 | 1980 | 2011 | 2016 | 2019 | 2021 | 2024 |